# Cerophysa splendens
Cerophysa splendens es un coleóptero de la familia Chrysomelidae.
Fue descrita científicamente en 1885 por Duvivier.